# Bessenyei Alajos
Bessenyei  Alajos, Beschoner (Győr, 1926. június 18. – Pápa, 2007. január 29.) magyar bajnok labdarúgó, csatár.

## Pályafutása

### Klubcsapatban
1942 és 1949 között a Pápai Perutz labdarúgója volt. 1950 elején katonai szolgálatra hívták be és a Bp. Honvéd játékosa lett. Az 1949–50-es bajnokságban öt élvonalbeli mérkőzésen szerepelt és egy gól szerzett. Ezzel tagja volt a bajnokcsapatnak. Ezt követően visszatért pápai anyaegyesületéhez.

### A válogatottban
Tagja volt az 1947-es párizsi Főiskolai Világbajnokságon ötödik és az 1949-es budapesti Főiskolai Világbajnokságon aranyérmes csapatnak. Egy alkalommal szerepelt a magyar B-válogatottban. 1949. május 8-án Ausztria ellen Bécsben lépett pályára, ahol a hazai csapat győzött 5–3-ra.

## Sikerei, díjai
- Főiskolai világbajnokság
  - aranyérmes: 1949
- Magyar bajnokság
  - bajnok: 1949–50